# Guarujá Open
Il Guarujá Open è stato un torneo maschile di tennis giocato a Guarujá in Brasile.
Il torneo si è giocato sul sintetico nell'edizione inaugurale del 1981 per poi essere giocato sulla terra rossa dal 1982 al 1992.
il torneo non è stato giocato dal 1984 a 1986.
Nell'edizione del 1982 il torneo è stato retrocesso nella categoria ATP Challenger Series.Nel 1992 oltre al torneo della categoria
ATP World Series ne è stato disputato un altro della categoria Challenger.
Nel 1991 sono stati disputati 2 tornei uno a febbraio e un altro a novembre.

## Albo d'oro

### Singolare
| Anno    | Vincitore       | Finalista       | Punteggio     |
| ------- | --------------- | --------------- | ------------- |
| 1981    | Carlos Kirmayr  | Ricardo Cano    | 6–4, 6–2      |
| 1982    | Challenger      |                 |               |
| 1983    | José Luis Clerc | Mats Wilander   | 3–6, 7–5, 6–1 |
| 1984–86 | non disputato   |                 |               |
| 1987    | Luiz Mattar     | Cássio Motta    | 6–3, 5–7, 6–2 |
| 1988    | Luiz Mattar     | Eliot Teltscher | 6–3, 6–3      |
| 1989    | Luiz Mattar     | Jimmy Brown     | 7–6, 6–4      |
| 1990    | Martín Jaite    | Luiz Mattar     | 3–6, 6–4, 6–3 |
| 1991    | Patrick Baur    | Fernando Roese  | 6–2, 6–3      |
| 1992    | Carsten Arriens | Àlex Corretja   | 7–6(5), 6-3   |

### Doppio
| Anno    | Vincitori                         | Finalisti                      | Punteggio     |
| ------- | --------------------------------- | ------------------------------ | ------------- |
| 1981    | David Carter Paul Kronk           | Ángel Giménez Jairo Velasco    | 6-1 7-6       |
| 1982    | Kim Warwick Phil Dent             | Carlos Kirmayr Cássio Motta    | 6-7, 6-2, 6-3 |
| 1983    | Tim Gullikson Tomáš Šmíd          | Shlomo Glickstein Van Winitsky | 6–4, 6–7, 6–4 |
| 1984–86 | non disputato                     |                                |               |
| 1987    | Luiz Mattar Cássio Motta          | Martin Hipp Tore Meinecke      | 7–6, 6–1      |
| 1988    | Ricardo Acuña Luke Jensen         | Javier Frana Diego Pérez       | 6–1, 6–4      |
| 1989    | Ricardo Acioly Dácio Campos       | César Kist Mauro Menezes       | 7–6, 7–6      |
| 1990    | Javier Frana Gustavo Luza         | Luiz Mattar Cássio Motta       | 7–6, 7–6      |
| 1991    | Olivier Delaître Rodolphe Gilbert | Shelby Cannon Greg Van Emburgh | 6–2, 6–4      |
| 1992    | Christer Allgårdh Carl Limberger  | Diego Pérez Francisco Roig     | 6-4, 6-3      |

Secondo torneo giocato nel 1991.
| Anno | Vincitori                   | Finalisti                | Punteggio     |
| ---- | --------------------------- | ------------------------ | ------------- |
| 1991 | Javier Frana                | Markus Zoecke            | 2–6, 7-6, 6-3 |
| 1991 | Jacco Eltingh Paul Haarhuis | Bret Garnett Todd Nelson | 6–3, 7–5      |

## Tornei Challenger

### Singolare
| Anno | Vincitore       | Finalista      | Punteggio |
| ---- | --------------- | -------------- | --------- |
| 1982 | Van Winitsky    | Carlos Kirmayr | 6–3, 6–3  |
| 1992 | Nicolás Pereira | Roberto Jabali | 6–4, 6–4  |